# Dvorac Raka
Dvorac Raka jedan je od najstarijih srednjovjekovnih dvoraca u Sloveniji. Nalazi se istočno od mjesta Raka u općini Krško.

## Povijest
Dvorac Raka u povijesnim se dokumentima spominje još 1161. godine, a izričito 1279. godine kao castrum Arch. Najkasnije u drugoj polovini 12. stoljeća izgradili su ga grofovi iz Bogna, zatim naslijedili grofovi od Andechsa, a nakon njih bio je u vlasništvu vojvode Spanheima.
Vitezovi Archeri upravljali su dvorcem od 1248. godine do kraja 15. stoljeća, kad su izumrli. Godine 1501. Leonhard Herič iz Kompolja kod Blagovice, rođak obitelji Archer, prodao je Raku vitezu Jurju Scheyeru iz Soteske, a 1515. godine pobunjeni seljaci su ga zapalili. Godine 1525. nadvojvoda Karlo dodijelio je dvorac s imanjem u feud Janezu Baltazaru pl. Wernecku, a početkom 17. stoljeća suvlasnik je bio Janez Ruess pl. Ruessenstein.
U 17. stoljeću vlasnici račkog dvorca bili su gospoda Verneški, koji su dvorac kasnije prodali obitelji Kajzelj. Obitelj Kajzelj je pod dvorcem uredila staklenike i ribnjak u kojem su uzgajali rakove. Između 1784. i 1825. godine barun Franz Carl Haller von Hallerstein spasio je stari dvorac od propadanja i dao mu posve nov i ljepši izgled.
S istančanim ukusom uredio je novi vrt, izgradio korisne gospodarske zgrade, 1800. godine proširio Raku time što je dokupio djelomično prodano imanje Studenice, a 1811. Dolenje Radulje. Sljedeći poznati vlasnik dvorca bio je Feliks plemeniti Lenck, koji je bio vlasnik zgrade krajem 19. stoljeća. Nakon vjenčanja s poznatom Amerikankom Lenck je u mjestu izgradio pilanu i zasadio vinograde, a u dvorac uveo vodovod iz obližnjeg izvora Poltera.
Za vrijeme Drugog svjetskog rata u dvorcu je bila vojarna. Godine 1948. u dvorac su smještene sestre milosrdnice, Kćeri kršćanske ljubavi, prognane iz svojih dotadašnjih domova, a napustile su ga 1998. godine.
Obćina Krško u prosincu 2014 prodala je dvorac. Novi vlasnik dvorca je Rok Mejak.

## Arhitektura dvorca
Dvorac je projektiran kao jednoetažna četverokatna zgrada, u jednom dijelu s podrumima. Ima pročelje s jedanaest prozorskih osi na sjevernoj strani i bočnu fasadu s osam prozorskih osi na istočnoj strani.
Na zapadu i jugu palaču okružuje šuma, gustiš, a moguć je obilazak po uskoj stazi koja je neuređena. Kroz monumentalan klasicistički kameni portal ulazi se u arkadno predvorje. Dvorac je prazan od 1998. godine, kad su ga napustile redovnice sestre milosrdnice. Ostalo je nešto unutarnje opreme, sanitarije i kupaonice.
Redovnice su u dvorac uvele vodovod, drvom i staklom zatvorile arkade, djelomično popravile krov koji je ponovo u lošem stanju te izgradile jednostavnu zidanu garažu u dvorištu. U zgradi su podrumi samo ispod južnog i zapadnog krila, a u njih se ulazi širokim drvenim stubama neposredno iz dvorišta.
Prizemlje je u bližoj prošlosti imalo ponajprije gospodarsku funkciju. U visokom prizemlju zapadnog krila bile su žitnica i ostava opremljena komorama za čuvanje usjeva na podu, a pod drvenim stropom na mnogobrojnim nosačima nalazile su se grede na kojima su visjeli proizvodi, plodovi i drugo. Široke kamene stube usred istočnog krila iz arkadnog hodnika vode na kat. Tu su sobe, neke su pregrađene, s drvenim podovima prekrivenim linoleumom.
U središnjem dijelu južnog krila nalazi se dvorana s ravnim stropom. Tu je parket dizajniran u tradiciji baroka. Na donjem katu s vanjske strane načinjeno je ručno dizalo za prijenos hrane iz kuhinje do soba. Prostorija za dijeljenje hrane zanimljiva je, očuvan je malen ugradbeni ormar, pregrada i pult s ormarima.
Taj je prostor također veći od ostalih soba, nije središnji, ali povezuje južno krilo sa zapadnim, preko kojega se dolazi do otvorenih arkada iznad ulaza na sjeveru gdje je samo prolaz. U potkrovlju su originalne ciglene ploče.

## Galerija
- Atrij
- Južna strana
- Unutrašnjost
- Biedermeierska soba
- Unutrašnjost
- Unutrašnjost
- Unutrašnjost
- Hodnik
- Podrum
- Panorama
- Stup strama
- Franc Bajec, Grad Raka 1940.
- Sestre milosrđnice 1948.-1998.
- Dvorac Raka 1995.
- Grad Raka 13. stoljeće
- Topografija iz 1678. godine

## Vanjske poveznice
- Službena stranica dvorca Raka
- Život redovnica 1948-1998
- Prodaja dvorca Raka
- Facebook stranica